# Castell de Finestres (Ultramort)
Castell de Finestres és una obra del municipi d'Ultramort declarada bé cultural d'interès nacional. És una gran masia dels segles xvi i xvii, construïda sobre l'antic castell de Gleu, que té englobada la base d'una torre quadrada. Està situat al nord de la plaça, entre el raval del carrer de Figueres i del carrer de Torroella, damunt un pujol de formes suaus una mica més enlairat que la resta de les edificacions veïnes.

## Descripció
El cos principal presenta una teulada a dos vessants, amb un gran portal adovellat i finestres alineades a la façana, davant una terrassa recolzada sobre arcs carpanells. Una torre de fortificació cilíndrica situada al centre de la masia sobresurt per damunt del conjunt i es conserva també part d'una altra torre de planta rectangular.

## Història
Fortalesa documentada el 1123, se sap que va pertànyer durant el segle xvii a la família Balle. El conjunt fou declarat bé d'interès cultural el 1985 i recentment, Bé Cultural d'Interès Nacional.